# The Trio
The Trio is het debuutalbum van jazztrio The Trio.

## Inleiding
The Trio werd gevormd door John Surman op saxofoons, Barre Phillips op contrabas en Stu Martin op drums. Surman was gedurende zijn jeugd geïnspireerd geraakt door enerzijds de dixielandmuziek en anderzijds de jazz van Charlie Parker, Ornette Coleman, John Coltrane en Thelonious Monk. Tevens stond hij onder invloed van kunstenaar en musicus Mike Westbrook. Westbrook en Surman raakten bevriend en trokken samen op vanuit Plymouth richting Londen en dan met name Ronnie Scott’s Jazz Club aan Gerrard Street. Daar konden Westbrook en Surman optreden tijdens de inrichting van de nieuwe club aan Frith Street. Het werd een komen en gaan van jazzmusici uit Engeland en de Verenigde Staten. In die dagen won Surman de prijs Beste solist op het Montreux Jazz Festival. Zo kwam dan ook een ontmoeting tot stand tussen de Brit Surman en de Amerikanen Phillips en Martin. Met beide heren uit de Verenigde Staten probeerde Surman alle mogelijkheden uit van de baritonsaxofoon binnen de freejazz. Alhoewel freejazz werd een compositie van één van de drie gebruikt als uitvalsbasis van steeds maar verder improvisatie totdat het origineel als zodanig niet meer te herkennen was. 
Het jazztrio trad vanaf 1969 op en deed in februari 1970 het Amsterdamse Paradiso aan, waar op woensdagavond de jazzavond was ingebouwd. De recensent van dienst van de Volkskrant Rudy Koopmans gaf toe de musici nauwelijks te kennen maar hoorde een “klassieke hedendaagse stijl”, uitgaande van groepswerk, waarbij de musici samen optrokken om vervolgens geheel verschillende richtingen uit te gaan en weer samen te komen. In september 1970 was popzaal Chappaqua in Groningen aan de beurt.
Opnamen voor het debuutalbum vonden plaats in maart 1970 in de omgeving van Brussel. Optredens van The Trio vonden dikwijls plaats op het vasteland in plaats van de transatlantische landen. Ze traden ook wel op in voorprogramma’s van progressieve rockbands zoals Yes en musici als Frank Zappa.
Het album werd in Engeland uitgegeven door Dawn Records, een sublabel voor progressieve muziek van Pye Records; elders werd het “gewoon” door Pye Records uitgegeven.
Na een tweede album Conflagration was het alweer gedaan met The Trio. Surman en Martin speelden in mei 1970 mee tijdens de opnamen van John McLaughlins Where fortune smiles.  

## Musici
- John Surman – baritonsaxofoon, sopraansaxofoon en basklarinet
- Barre Phillips – contrabas (geplukt en gestreken)
- Stu Martin – drumstel

## Muziek
| Nr. | Titel                          | Duur |
| --- | ------------------------------ | ---- |
| 1.  | Oh, dear (Surman)              | 6:35 |
| 2.  | Dousing Rod (Surman, Phillips) | 3:20 |
| 3.  | Silver cloud (Phillips)        | 7:25 |
| 4.  | Incantation (Surman)           | 2:00 |
| 5.  | Caractacus (Suman)             | 5:00 |

| Nr. | Titel                   | Duur |
| --- | ----------------------- | ---- |
| 1.  | Let’s stand (Phillips)  | 3:26 |
| 2.  | Foyer Hall (Martin)     | 7:40 |
| 3.  | Porte des Lilas (Cooke) | 6:20 |
| 4.  | Veritably (Phillips)    | 5:45 |

| Nr. | Titel                      | Duur  |
| --- | -------------------------- | ----- |
| 1.  | In between (Surman)        | 9:19  |
| 2.  | Sixes and sevens (Philips) | 6;19  |
| 3.  | Green walnut (Phillips)    | 11:10 |

| Nr. | Titel                   | Duur |
| --- | ----------------------- | ---- |
| 1.  | Billie the Kid (Martin) | 1:35 |
| 2.  | Dee Tune (Surman)       | 8:40 |
| 3.  | Centering (Phillips)    | 5:31 |
| 4.  | Joachim (Martin)        | 7:16 |
| 5.  | Drum (Martin)           | 1:26 |